# Miss Bala (film, 2019)
Cet article concerne le remake de Catherine Hardwicke. Pour le film original de Gerardo Naranjo, voir Miss Bala (film, 2011).
Pour plus de détails, voir Fiche technique et Distribution.
Miss Bala, ou Miss Balle au Québec, est un thriller d'action américano-mexicain réalisé par Catherine Hardwicke et sorti en 2019.
C'est un remake du film mexicain du même titre, réalisé par Gerardo Naranjo en 2011, lui même librement inspiré d'un fait réel concernant une ancienne miss, Laura Zúñiga, et son implication dans un trafic de drogue en 2008.
Bien que la performance de Gina Rodriguez ait reçu des critiques positives, le film en lui-même a reçu un accueil négatif de la part de la presse. Au box-office, il réussit à récolter assez pour rembourser son budget mais engendre extrêmement peu de bénéfices supplémentaires, faisant de lui un échec financier.

## Synopsis
Gloria Fuentes, une maquilleuse faisant carrière à Los Angeles, rend visite à sa meilleure amie Suzu à Tijuana au Mexique pour l'aider à se préparer pour le concours de beauté Miss Baja California. C'est un grand pas pour Gloria qui refusait d'y retourner depuis la mort de ses parents.
Lors d'une soirée en boîte de nuit, Gloria se rend aux toilettes où elle est témoin de l'intrusion d'un gang armé. Les membres du gang lui laissent la possibilité de s'échapper en échange de son silence, mais elle perd du temps en essayant de rejoindre Suzu et se retrouve coincée en pleine fusillade. Une fois à l'extérieur, elle tente de joindre Suzu mais aucun signe de cette dernière.
Gloria décide alors de demander de l'aide à un policier et dévoile tout ce qu'elle sait. Malheureusement, le policier travaille pour le gang en question : Las Estrellas, mené par Lino Esparza.
Lino décide d'utiliser le fait que Gloria soit américaine pour faire du trafic vers les États-Unis. En échange, il l'aidera à retrouver Suzu.
Gloria est retrouvée par la DEA qui pense qu'elle est l'une des conquêtes de Lino et veut l'utiliser, contre son gré, pour infiltrer et démanteler le gang. Pour survivre et s'échapper, Gloria va devoir puiser en elle pour trouver la force qu'elle ignorait avoir.

## Fiche technique
Sauf indication contraire, les informations mentionnées dans cette section peuvent être confirmées par la base de données cinématographiques IMDb,  présente dans la section « Liens externes ».
- Titre original : Miss Bala
- Titre québécois : Miss Balle
- Réalisation : Catherine Hardwicke
- Scénario : Gareth Dunnett-Alcocer, d'après le scénario de Miss Bala, écrit par Gerardo Naranjo et Mauricio Katz
- Décors : Marco Niro
- Costumes : Graciela Mazón
- Effets spéciaux : Alejandro Vazquez
- Photographie : Patrick Murguia
- Montage : Terilyn A. Shropshire
- Musique : Alex Heffes
- Casting : Carla Hool, Tamara Hunter et Barbarella Pardo
- Production : Pablo Cruz et Kevin Misher
- Producteurs délégués : Andy Berman, Gareth Dunnet-Alcocer, Catherine Hardwicke, Mauricio Katz, Jamie Marshall, Samson Mucke, Gerardo Naranjo et Arturo Sampson
- Sociétés de production : Columbia Pictures, Canana Films et Misher Films
- Société de distribution : Sony Pictures Entertainment
- Budget : 15 millions de dollars[3]
- Pays de production :  États-Unis et  Mexique
- Langues originales : anglais et espagnol
- Format : Couleur - 2.39:1 - son Dolby Atmos - Dolby Cinema
- Genre : Thriller, action, drame et film de gangsters
- Durée : 104 minutes
- Dates de sortie : 
  - États-Unis, Canada, Québec : 1er février 2019
  - France : 27 juillet 2019 (Vidéo à la demande)

## Distribution
- Gina Rodriguez (VF : Mélanie Dermont ; VQ : Aurélie Morgane) : Gloria Fuentes
- Ismael Cruz Córdova (VF : Maxime Van Santfoort ; VQ : Kevin Houle) : Lino Esparza
- Matt Lauria (VF : Stanny Mannaert ; VQ : Alexis Lefebvre) : Brian Reich
- Ricardo Abarca (en) (VQ : Nicolas Charbonneaux-Collombet) : Poyo
- Cristina Rodlo (VQ : Marie-Evelyne Lessard) : Suzu Ramós
- Sebastián Cano : Chava Ramós
- Damián Alcázar : chef Rafael Saucedo
- Anthony Mackie (VF : David Manet) : Jimmy
- Aislinn Derbez (en) : Isabel
- Lilian Guadalupe Tapia Robles : Doña Rosita
- Erick Rene Delgadillo Urbina : Tucán
- Mikhail Plata : Chivo
- Jorge Humberto Millan Mardueño : Ortiz
- Thomas Dekker : Justin
- José Sefami : Don Ramon
- Gaby Orihuela : la directrice du concours
- Roberto Sosa : l'officier de police

Sources et légende: Version québécoise (VQ) sur Doublage QC.ca

## Production

### Genèse et développement
En avril 2017, il est dévoilé que Catherine Hardwicke est entrée en négociation avec Sony Pictures Entertainment pour réaliser un remake du film mexicain Miss Bala de Gerardo Naranjo. Le projet est alors produit par Pablo Cruz, également producteur de l'original, avec Kevin Misher et d'après un script de Gareth Dunnett-Alcocer.
Le mois suivant, le studio confirme le lancement de la production du film. En mars 2018, une sortie est fixée au 25 janvier 2019 avant d'être repoussée à la semaine suivante. La promotion du film démarre quant à elle le 16 octobre 2018 avec la diffusion de sa bande-annonce.
Lors de la promotion du film, il est dévoilé que la majorité de son équipe était d'origine latino-américaine.

### Attribution des rôles
Lors de l'annonce du projet, le site Deadline Hollywood précise que l'actrice Gina Rodriguez, connue pour son rôle dans la série télévisée Jane the Virgin est visée par le studio pour le rôle principal. Le mois suivant, l'actrice rejoint officiellement la distribution aux côtés d'Ismael Cruz Córdova.
En juillet 2017, Matt Lauria, Cristina Rodlo et Aislinn Derbez rejoignent la distribution du film. L'acteur Anthony Mackie est l'un des derniers à être annoncé par la production du film.

## Accueil

### Critique
Aux États-Unis, le film peine à convaincre la critique. Sur le site agrégateur de critiques Rotten Tomatoes, il obtient un score de 22 % de critiques positives, avec une note moyenne de 4,6/10 sur la base de 104 critiques.
Le consensus critique établi par le site résume que le film prouve que Gina Rodriguez a un avenir dans le cinéma d'action mais que malheureusement, il trouve difficilement l'équilibre pour offrir une histoire convaincante. Sur Metacritic, il obtient un score de 41/100 sur la base de 30 critiques collectées.

### Box-office
| Pays ou région | Box-office   | Date d'arrêt du box-office | Nombre de semaines |
| -------------- | ------------ | -------------------------- | ------------------ |
| États-Unis     | 15 006 824 $ | 21 mars 2019               | 7                  |
| Mondial        | 15 234 701 $ | -                          | -                  |